# Carbon Nanobud

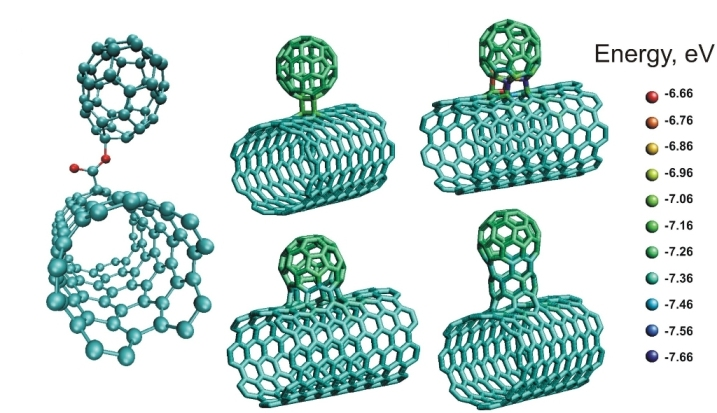
Computermodelle einiger stabiler Nanobudstrukturen

Carbon NanoBuds (CNB) sind eine 2006 neu entdeckte Modifikation des Kohlenstoffs in Form von kovalent aneinander gebundenen Molekülen aus einwandigen Kohlenstoffnanoröhren und Fullerenen. Dabei sind die C60 und C70 Fullerene an die äußere Oberfläche der einwandigen Kohlenstoffnanoröhrchen (englisch single-walled carbon nanotubes, SWCNTs) gebunden.

## Geschichte
Die vier Mitglieder der Forschungsgruppe (Esko Kauppinen, David Brown, Albert Nasibulin und Hua Jiang) an der Technischen Universität Helsinki gründeten die finnische Firma Canatu Oy, welche die Patente an dem neuen Material und dem Herstellprozess hält.
Gefunden wurden sie bei Versuchen, einwandige Kohlenstoffnanoröhren herzustellen. Die in einem Standardreaktor erzeugten Nanoröhren schienen mit einer Schicht von geklusterten C-Atomen beschichtet zu sein.  Bei der Untersuchung mit dem Elektronenmikroskop stellte man fest, dass die meisten Elemente dieser Beschichtungen Fullerene waren. Bei der weiteren Untersuchung mit einem Transmissionselektronenmikroskop (TEM) wurde festgestellt, dass diese Fullerene ortsfest waren, sich also nicht über die Oberfläche der Nanoröhrchen bewegten. Dies war untypisch für dieses Stoffgemisch und setzte eine starke Bindung der Fullerene an die Nanoröhrchen voraus. Dies wurde dann in mehreren Tests bestätigt.
Die Untersuchungen mit UV-Spektroskopie ergaben, dass es sich um elliptische C70-Fullerene handelte. Die Ursache dafür war das Vorhandensein von Sauerstoff in jedem der Bälle. Durch Untersuchung mit Infrarotspektroskopie konnten Ether und Ester nachgewiesen werden. Diese Komponenten sind mit hoher Wahrscheinlichkeit für die Bindung der Fullerene und der Nanoröhrchen verantwortlich.

## Eigenschaften
In den CNBs sind die Eigenschaften von Fullerenen und Nanoröhren vereint, wobei die mechanischen Eigenschaften und die Elektrische Leitfähigkeit denen der zu Grunde liegenden Nanoröhre gleichen, während die stark gekrümmten Fullerenoberflächen zur Feldemission dienen können. An zufällig ausgerichteten Nanobuds wurde schon gezeigt, dass diese sich durch eine extrem geringe Austrittsarbeit bei der Feldemission von Elektronen auszeichnen. Alle CNBs sind halbleitend.

## Herstellung
Die CNBs können in einem kontinuierlichen arbeitenden Aerosol-Reaktor hergestellt werden. Über die Reaktionsparameter kann die Dichte der Belegung mit Fullerenen gesteuert werden.

## Erwartete Anwendungen
Aus den Erkenntnissen der Fullerenchemie wird geschlossen, dass sich solche Hybridstoffe, bedingt durch die höhere Reaktivität des angehängten Fullerens, für viele Anwendungen eignen könnten.
- Die gebundenen Fullerenmoleküle sind beispielsweise als Anker vorstellbar, die das Verrutschen der Nanoröhren in zusammengesetzten Stoffen verhindern, was deren mechanische Eigenschaften verbessern würde.
- Durch die Feldemissionscharakteristik sind dadurch neue Feldemissionsdisplays (FED) und Hintergrundbeleuchtungen vorstellbar.[4]
- Der Einsatz in durchsichtigen und flexiblen Displays ist ebenfalls möglich, da die benötigten Spannungen für die Emission sehr gering sind.